# Hedwig von Friedländer-Abel
Hedwig von Friedländer-Abel (* 31. Jänner 1870 in Pest als Hedwig Abel, getauft 1885 als Hedwig Elisabeth Abel; † 26. September 1930 in Laßnitzhöhe) war eine österreichische Musikkritikerin und Musikschriftstellerin. Sie war die erste festangestellte Wiener Musikkritikerin, die ihre Artikel unter eigenem Namen publizierte. 
Ihr journalistisches Werk, das in der Tradition von Eduard Hanslick steht, wurde in der Forschung bisher wenig beachtet. Jüngst (Stand 10/2024) zeigt sich ein größeres Interesse an der ersten Wiener Musikkritikerin.

## Leben
Hedwig Abel war die Tochter des Kaufmanns Emanuel Abel (1830–1884, geb. als Emanuel Abeles, Name geändert am 5. Juni 1882 zu Abel) und dessen zweiter Frau, der Journalistin Francisca Abel (1842–1898, geb. Löwy, Name vor 1869 geändert zu Hevesi, getauft auf den Namen Maria Francisca). Francisca war die Schwester des Kunstkritikers Ludwig Hevesi (1843–1910, geb. Ludwig Hirsch / Lajos Löwy). Emanuel Abel hatte insgesamt 11 Kinder, Hedwig war das erste Kind aus der zweiten Ehe. Am 26. August 1885 trat Hedwig Abel gemeinsam mit ihrer Mutter aus der jüdischen Gemeinde aus und ließ sich am 8. Oktober 1885 in der Wiener Schottenkirche gemeinsam mit ihrer Mutter und ihrem kürzlich geborenen Bruder (Cornel Eugen Maria) römisch-katholisch taufen.
Von 1885 bis 1888 studierte Hedwig Abel am Wiener Konservatorium mit Hauptfach Klavier in der Klasse von Hans Schmitt. Dabei besuchte sie auch Unterricht in Harmonielehre bei Hermann Graedener, Musikgeschichte bei Adolf Prosniz (1829–1917) und weiteren Fächern. Von 1888 bis 1891 studierte Abel mit den Hauptfächern Harmonielehre, Kontrapunkt und Komposition bei Robert Fuchs.
Am 31. Januar 1899 heiratete Hedwig Abel in der Paulanerkirche den damaligen Gerichtssekretär und späteren Senatspräsidenten am Obergerichtshof Rudolf Friedländer Ritter von Malheim. Ab der Heirat unterschrieb sie ihre Texte nicht mehr mit "Hedwig Abel" sondern mit "Hedwig von Friedländer-Abel". Rudolf Friedländer war der Sohn des Genremalers Friedrich Friedländer Ritter von Malheim. Der gemeinsame Sohn Otto Friedrich Rudolf wurde am 19. September 1899 geboren und zehn Tage später in der Wiener Piaristenkirche getauft.
1909 gab Hedwig von Friedländer-Abel die journalistische Tätigkeit auf. Nachdem ihr Ehemann 1929 verstorben war, meldete sie sich ab mit nächstem Aufenthalt in Laßnitzhöhe (Steiermark). Sie starb in der dortigen Kuranstalt am 26. September 1930 und wurde im benachbarten Nestelbach beerdigt. Im Sterbebuch wird im Feld ‚Krankheit und Todesart‘ „Apoplexie, Herzlähmung“ angegeben. Das Neue Wiener Journal vermeldete den Tod der 'ersten Wiener Musikkritikerin'.

## Journalistische Tätigkeit
1892 nahm Hedwig Abel Kontakt mit Eduard Hanslick auf, 1893 erscheinen in der Neuen Freien Presse zunächst einige Zeilen aus Abels Hand in einem Artikel von Hanslick, später eine eigene kurze Kritik über ein Konzert der Geigerin Bianca Panteo unter der Chiffre „a.“. Nach längeren Bemühungen, Abel als Kritikerin in einer Redaktion unterzubringen, gelang es Hanslick, Abel den Posten als Nachfolgerin von Max Kalbeck bei der Wochenzeitung "Montags-Revue" zu vermitteln. In dieser viel gelesenen liberalen Zeitung publizierte Hedwig Abel ab 1894 bis im April 1908 schätzungsweise 300–500 Artikel, die teilweise sehr ausführlich einzelne Opern bzw. deren Aufführungen besprechen und teilweise überblicksartig die vergangenen Konzerttage resümieren. Dazu kommen weitere kürzere Kritiken einzelner Konzerte oder Opernaufführungen.
Abel publizierte eigene Texte auch in anderen Zeitungen und Zeitschriften, darunter Pester Lloyd, Czernowitzer Tagblatt, Fremden-Blatt (Wien), Die Wage (Wien, Hg. Rudolf Lothar), Die Zeit (Wien), Dur und Moll (Leipzig), sowie 23 ausführliche Feuilletons in der Berliner Wochenschrift Die Gegenwart. Außerdem schrieb Abel zwei ausführliche Aufsätze über die Wiener Hofoper und das Wiener Konzertwesen für den Prachtband Franz Joseph I. und seine Zeit. Cultur-historischer Rückblick auf die francisco-josephinische Epoche.
Ähnlich wie Eduard Hanslick schrieb Hedwig Abel in einem pointierten Stil, bilderreich und unterhaltsam. Ihre Texte transportieren gelegentlich scharfe Urteile, sind aber nie gehässig im Ton. Einer ihrer frühesten Texte, ein teilweise polemischer Nachruf auf Anton Bruckner, erhielt sowohl unmittelbare, gehässige Reaktionen aus der Bruckner-Anhängerschaft, als auch vielfache Verbreitung in der Bruckner-Forschung, wo er als typisches Beispiel eines negativen, rezeptionsstiftenden Nekrologs angesehen wird. Hedwig Abel stand der Musik Richard Wagners und seiner musikalischen Nachfolger ablehnend gegenüber. Gustav Mahler schätzte sie als Dirigent und Hofoperndirektor, aber nicht als Komponist. Sie bezeichnete Johannes Brahms und Johann Strauss (Sohn) als die letzten großen Komponisten.